# Partido San Andrés de Giles
San Andrés de Giles ist ein Partido (Verwaltungseinheit) im Nordwesten der argentinischen Provinz Buenos Aires. Verwaltungszentrum ist die gleichnamige Stadt San Andrés de Giles.

## Lage
Das Partido San Andrés de Giles hat eine Fläche von 1.135 km². Es ist umgeben von den Partidos Exaltación de la Cruz im Nordwesten, Mercedes im Süden, Luján im Südosten, Suipacha im Südwesten, Carmen de Areco im Osten und San Antonio de Areco im Nordwesten. Die Entfernung zum Zentrum der argentinischen Hauptstadt Buenos Aires beträgt etwa 103 km.

## Localidades – Örtlichkeiten
Das Partido ist in folgende sieben Ortschaften gegliedert:
- Azcuénaga (312 Einwohner)
- Culullú (551 Einwohner)
- Franklin (87 Einwohner)
- San Andrés de Giles (16.243 Einwohner)
- Solís (1.001 Einwohner)
- Villa Espil (157 Einwohner)
- Villa Ruiz (477 Einwohner)

## Geschichte
Das Partido San Andrés de Giles entstand im Jahre 1832 mit der Ernennung von Juan Gregorio Carrasco zum ersten Friedensrichter. Bis zu diesem Zeitpunkt gehörte das Gebiet zum Pardio San Antonio de Areco.